# 莱娅·许勒尔
莱娅·许勒尔（德語：Lea Schüller，1997年11月12日—），德国女子足球运动员，场上位置是前锋。她曾代表德国国家队参加2024年夏季奥林匹克运动会女子足球比赛，获得一枚铜牌。